# James Barclay
James Barclay (* 15. März 1965 in Felixstowe (Suffolk), England) ist ein britischer Fantasyschriftsteller.

## Biographie
Seine jugendliche Begeisterung für Rollenspiele, Fantasy- und Science-Fiction-Romane brachte Barclay schon früh dazu, selbst mit dem Schreiben zu beginnen. Im Alter von achtzehn Jahren begann er ein Ingenieursstudium bei Sheffield Polytechnics, wechselte aber bald in den künstlerischen Bereich und studierte Kommunikationswissenschaften. Seine erste Publikation als Autor fand sich in einer Lokalzeitschrift.
Nach seinem Studium nahm Barclay Unterricht an einer Schauspielschule in London, beteiligte sich an kleineren Produktionen und arbeitete zudem bei einem Paketdienst und als Investmentberater. Dort ist er weiterhin als Werbeagent tätig.
Im Jahr 1999 wurde sein Romandebüt Dawnthief (in Deutschland in zwei Teilen, nämlich Zauberbann und Drachenschwur, veröffentlicht) als erster Teil der Romanreihe The Chronicles of the Raven (dt.: Die Chroniken des Raben) publiziert. Der große, kommerzielle Erfolg der Reihe ermöglichte ihm, sich ganz auf die Schriftstellerei zu konzentrieren.
Barclay ist verheiratet und lebt mit seiner Frau in Teddington bei London.

## Bibliographie

### Die Chroniken des Raben(The Chronicles of the Raven)
- Dawnthief, Gollancz 1999, ISBN 1-85798-594-X
  - Zauberbann, Heyne 2004, Übersetzer Jürgen Langowski, ISBN 3-453-53002-0
  - Drachenschwur, Heyne 2005, Übersetzer Jürgen Langowski, ISBN 3-453-53014-4
- Noonshade, Gollancz 2000, ISBN 0-575-06895-7
  - Schattenpfad, Heyne 2005, Übersetzer Jürgen Langowski, ISBN 3-453-53055-1
  - Himmelsriss, Heyne 2005, Übersetzer Jürgen Langowski, ISBN 3-453-53061-6
- Nightchild, Gollancz 2001, ISBN 0-575-07215-6
  - Nachtkind, Heyne 2005, Übersetzer Jürgen Langowski, ISBN 3-453-52133-1
  - Elfenmagier, Heyne 2006, Übersetzer Jürgen Langowski, ISBN 3-453-52139-0

### Reprint
- 2010: Dieb der Dämmerung ISBN 3-453-52728-3 (Zauberbann und Drachenschwur in einem Band)
- 2010: Jäger des Feuers ISBN 978-3-453-52754-6 (Schattenpfad und Himmelsriss in einem Band)
- 2011: Kind der Dunkelheit ISBN 978-3-453-53380-6 (Nachtkind und Elfenmagier in einem Band)

### Die Legenden des Raben(The Legends of the Raven)
- Elfsorrow, Gollancz 2002, ISBN 0-575-07329-2
  - Schicksalswege, Heyne 2006, Übersetzer Jürgen Langowski, ISBN 3-453-53238-4
  - Elfenjagd, Heyne 2006, Übersetzer Jürgen Langowski, ISBN 3-453-53246-5
- Shadowheart, Gollancz 2003, ISBN 0-575-07330-6
  - Schattenherz, Heyne 2006, Übersetzer Jürgen Langowski, ISBN 3-453-52214-1
  - Zauberkrieg, Heyne 2007, Übersetzer Jürgen Langowski, ISBN 3-453-52215-X
- Demonstorm, Gollancz 2004, ISBN 0-575-07332-2
  - Drachenlord, Heyne 2007, Übersetzer Jürgen Langowski, ISBN 3-453-52212-5
  - Heldensturz, Heyne 2007, Übersetzer Jürgen Langowski, ISBN 3-453-52213-3
- Ravensoul, Gollancz 2008, ISBN 978-0-575-08200-7

### Die Kinder von Estorea(Ascendants of Estorea)
- Cry of the Newborn, Gollancz 2005, ISBN 0-575-07617-8
  - Das verlorene Reich, Heyne 2008, Übersetzer Jürgen Langowski, ISBN 978-3-453-52377-7
  - Der magische Bann, Heyne 2008, Übersetzer Jürgen Langowski, ISBN 978-3-453-52452-1
- Shout for the Dead, Gollancz / Orion 2007, ISBN 0-575-07622-4
  - Die dunkle Armee, Heyne 2008, Übersetzer Jürgen Langowski, ISBN 978-3-453-52403-3
  - Die letzte Schlacht, Heyne 2008, Übersetzer Jürgen Langowski, ISBN 978-3-453-52538-2

### Elves
- Once Walked with Gods, Gollancz 2010, ISBN 978-0-575-08502-2
  - Einst herrschten Elfen, Heyne 2008, Übersetzer Jürgen Langowski, ISBN 978-3-453-52881-9
- Rise of the TaiGethen, Gollancz 2012, ISBN 978-0-575-08521-3
- Beyond the Mists of Katura,  Gollancz 2013, ISBN 978-0-575-08523-7

### Einzelbände
Der 2003 in England veröffentlichte Roman Light Stealer handelt vom großen Magier Septern, der auch in den Chroniken des Raben öfters angesprochen wird. Eine Übersetzung ins Deutsche ist offenbar derzeit nicht vorgesehen.
- Light Stealer, PS Publishing 2003, ISBN 1-902880-62-5
- Vault of Deeds, PS Publishing 2008, ISBN 978-1-84863-005-5
- Heart of Granite, Gollancz 2016, ISBN 978-1-4732-0243-6